# Рід Асано

Емблема роду Асано.

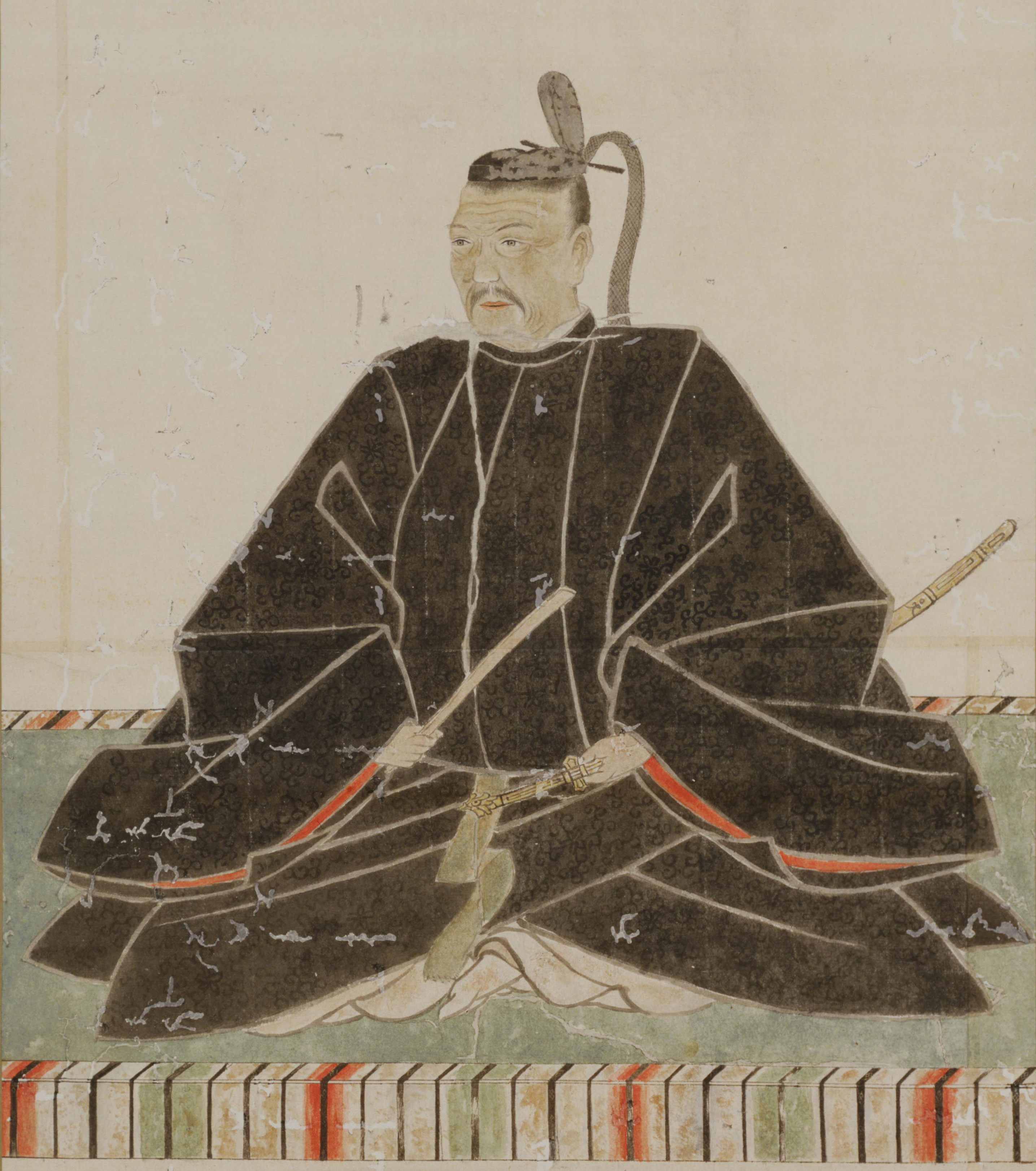
Асано Наґамаса.

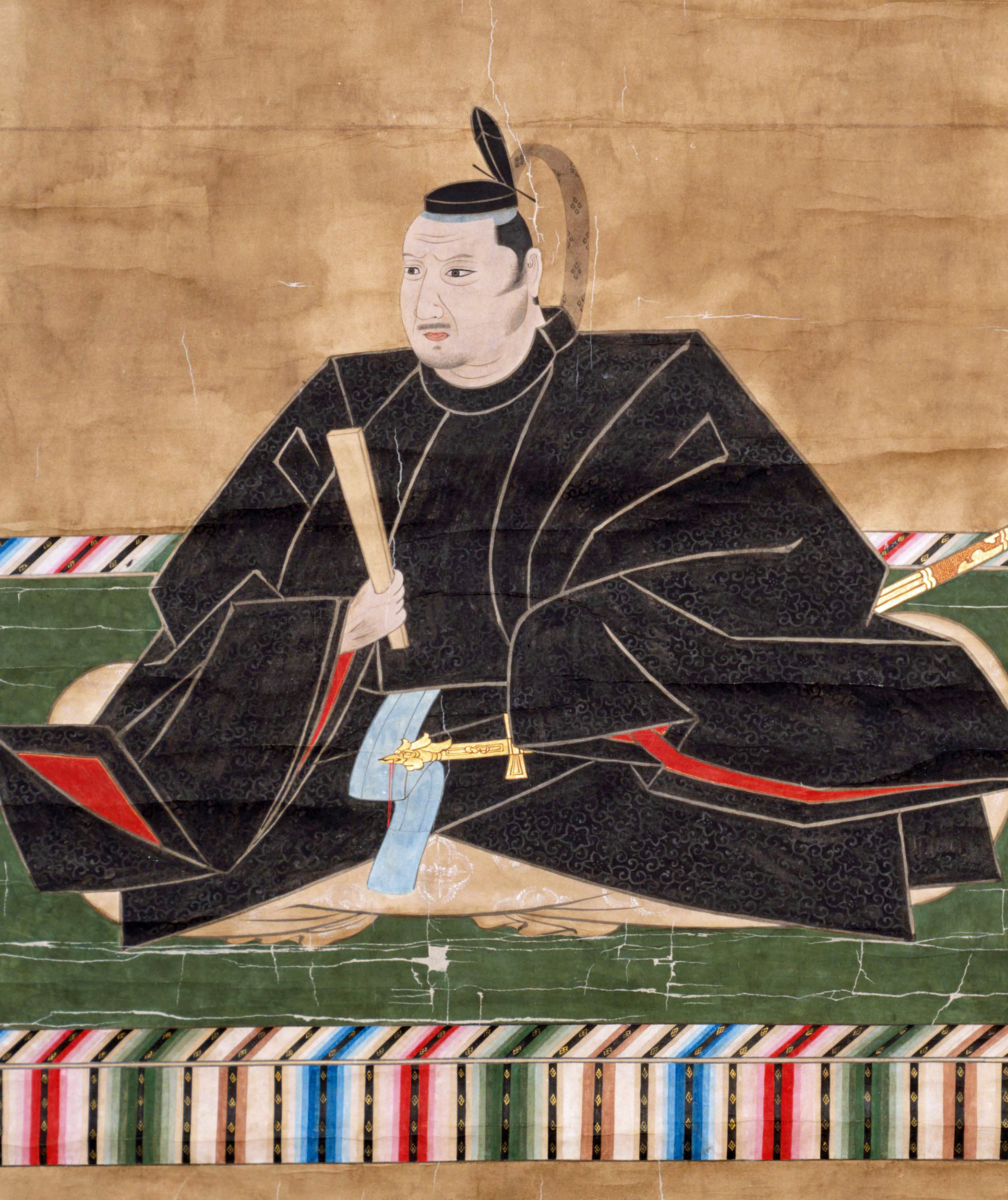
Асано Йосінаґа.

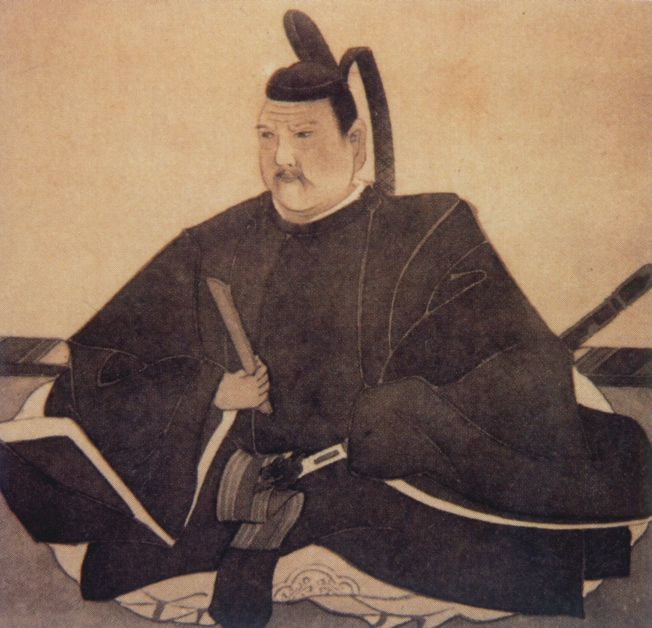
Асано Наґакіра.

Рід Асано (яп. 浅野氏, あさのし, асано-сі) — японський самурайський рід періодів Сенґоку й Едо.

## Короткі відомості
За родовими переказами Асано були бічною гілкою самурайського роду Токі, нащадків Мінамото но Йоріміцу з династії Сейва Ґендзі. Їхньою батьківщиною називають або село Асано повіту Ніва провінції Оварі, або село Асано повіту Токі провінції Міно.
Перші згадки про Асано сягають 14 століття, коли праонук Токі Міцунобу, Токі Міцутокі, називав себе «Асано Дзіро». Його вважають патріархом роду Асано. Проте зв'язок цього самурая з Асано Наґакацу, вояком 16 століття і продовжувачем роду невідомий. 
Асано Наґакацу служив лучником у Оди Нобунаґи. Він не мав сина і усиновив свого зятя — чоловіка своєї доньки і сина вояка Ясуї Яемона Сіґецуґу. Усиновлений прийняв ім'я Асано Наґакіті, яке згодом змінив на Асано Наґамаса.
Дружиною Наґакацу була донька Суґіхари Іетосі, яка мала племінницю на ім'я О-не. Остання стала прибраною донькою Наґакацу, а згодом головною дружиною Тойотомі Хідейосі, майбутнього об'єднувача Японії. 
Звідний брат цієї О-не, Асано Наґамаса, став наступним головою роду Асано і служив як і його батько лучником у Нобунаґи. Проте невдовзі за наказом свого господаря він був переведений під команду Хідейосі й у 1573 році отримав від нього річну платню в 120 коку рису. У 1582 році Наґамаса був призначений володарем замку Сакамото в провінції Омі, а у 1587 році — володарем замку Обама у провінції Вакаса. У 1593 році завдяки своїм подвигам і сімейним зв'язкам Асано отримав від Хідейосі наділ у 220 000 коку з центром у замку Футю провінції Кай. 
У 1598 році, перед смертю сюзерена, Наґамаса був призначений до Ради п'яти урядників, органу головних адміністраторів роду Тойотомі, а у 1600 році взяв участь у битві при Секіґахара на боці східної коаліції під керівництвом Токуґави Іеясу. 
Після утвердження сьоґунату Токуґава старший син Наґамаси, Асано Йосінаґа, за підтримку сил Токуґави у бою при Секіґахара отримав від сьоґуна провінцію Кії доходом у 370 650 коку, з центром у замку Вакаяма.
Його владу успадкував молодший брат Асано Наґакіра, який у 1619 році був переведений центральною владою до Хіросіми в провінції Акі. Наґакіра перетворив ці землі на оплот роду Асано. Його нащадки керували Хіросімою до 1869 року.
Третій син Асано Наґамаси, Асано Сіґенаґа, отримав в управління Ако-хан доходом у 53 000 коку в провінції Харіма. З цією гілкою Асано пов'язаний інцидент з ронінами Ако, які стали зразком самурайської відданості і честі в Японії.
Асано керували також у Мійосі-хані та Хіросіма-Сінден-хані, дочірніх ханах Хіросіми.

## Голови роду Асано

### Хіросіма-хан
| №  | Українською     | Японською | Мон | Статус  | Період      | Дохід   |
| -- | --------------- | --------- | --- | ------- | ----------- | ------- |
| 1  | Асано Наґаакіра | 浅野長晟  |     | тодзама | 1619 — 1632 | 426 000 |
| 2  | Асано Міцуакіра | 浅野光晟  |     | тодзама | 1632 — 1672 | 376 000 |
| 3  | Асано Цунаакіра | 浅野綱晟  |     | тодзама | 1672 — 1673 | 376 000 |
| 4  | Асано Цунанаґа  | 浅野綱長  |     | тодзама | 1673 — 1708 | 376 000 |
| 5  | Асано Йосінаґа  | 浅野吉長  |     | тодзама | 1708 — 1752 | 426 000 |
| 6  | Асано Мунецуне  | 浅野宗恒  |     | тодзама | 1752 — 1763 | 426 000 |
| 7  | Асано Сіґеакіра | 浅野重晟  |     | тодзама | 1763 — 1799 | 426 000 |
| 8  | Асано Наріката  | 浅野斉賢  |     | тодзама | 1799 — 1830 | 426 000 |
| 9  | Асано Нарітака  | 浅野斉粛  |     | тодзама | 1831 — 1858 | 426 000 |
| 10 | Асано Йосітеру  | 浅野慶熾  |     | тодзама | 1858        | 426 000 |
| 11 | Асано Наґаміті  | 浅野長訓  |     | тодзама | 1858 — 1869 | 426 000 |
| 12 | Асано Наґакото  | 浅野長勲  |     | тодзама | 1869        | 426 000 |